# 荒野行動
荒野行動（こうやこうどう、英: KNIVES OUT）は、中国企業のNetEase Gamesが開発、運営するTPSバトルロイヤルゲームで、約100人のプレイヤーが無人島に降り立ち、最後の1人になるまで戦闘を繰り広げる。基本プレイは無料だが、アイテム課金が存在する。iOS版とAndroid版の正式配信を迎えた2017年12月14日時点で全世界の登録者数が1億人を突破した。その後、2018年3月20日にWindows版が、2019年10月31日にNintendo Switch版が、2019年12月20日にPlayStation 4版が配信された。

## 沿革
- 2017年
  - 11月3日 - iOS版がリリース[1]。
  - 11月24日 - iOS版とAndroid版のオープンベータテストを開始[1]。
  - 12月14日 - iOS版とAndroid版の全世界での正式配信を開始[2]。
- 2018年
  - 3月15日 - Windows版がリリース[3]。
  - 3月20日 - Windows版が全世界向けに正式配信を開始[3]。
  - 4月2日 - PUBG Corp.から著作権を侵害しているとして提訴される（知的財産紛争を参照）。
  - 4月27日 - 映画『バトル・ロワイアル』の脚本を手掛けた映画監督の深作健太の、荒野行動の日本主席ストーリーアドバイザー就任を発表[6]。
  - 5月7日 - 初の公式オフラインイベント開催決定の発表およびエントリー開始[7]。
- 2019年
  - 10月31日 - Nintendo Switch版の配信を開始[4]。
  - iOSとAndroid間のデータ移行が可能になる。
  - 12月20日 - PlayStation 4版の配信を開始[5]。
- 2020年
  - 6月20日 - Androidで荒野行動の軽量版にあたる荒野行動-AIRが配信開始。
- 2023年
  - 5月15日 - 荒野行動 for auゲームのサービスを終了。

## ゲームプレイ
約100人のプレイヤーがオンラインで集められ、ヘリコプターがマップを通過している間、パラシュートを使って降り立つ。2人以上でプレイしている場合は、リーダーがチームの降下を一斉に行うモードを、任意で選択することが可能。降下後は、救援物資や、建物内などに落ちている武器や防具、回復薬や手榴弾などを拾い、それらを巧みに利用しながら、最後の1人または1チームになるまで戦う。
また、デュオ、スクワッド、クインテットなどのチーム戦がある。レジャー（かくれんぼや人狼ゲームなどバトルロワイヤルではないモードもある）などの期間限定で楽しむことのできる、アクティブコンテンツが豊富に存在する。

## 知的財産紛争
2018年4月2日、韓国のゲーム会社PUBG Corporationが、アメリカのカリフォルニア連邦裁判所にNetEaseが提供する本作と『Rules of Survival』の2作品が著作権侵害に抵触するとして訴訟を提起した。
PUBG Corporationの主張では、本作のゲーム性や作中に登場する建物・風景・車両・武器・衣類は、同社が開発する『PUBG』と酷似しており、同社は「『PUBG』は回復不能な被害を被っている」として、両作品の配信および開発の差し止めを要求した。
一方、NetEase側は「競合社のあらゆる提訴に強く反論し、今後その正当性を裁判等で積極的に明らかにしていく」「これからも荒野行動のサービスを継続していく」と主張した。また、この訴訟以降、サービスが終了するなどのデマ情報がネット上で拡散しており、これに対しても「荒野行動のイメージを侵害するだけではなく、荒野行動を今まで支持してくださっているプレイヤーを傷つける行為」「すべての虚偽提訴およびデマに対して、あらゆる適切な法的措置を講じる権利を有している」と声明を発表し、荒野行動の印象を損なわせるもの全てに対し、全面的に争う様子も見せた。
2019年3月、両社が和解したことが明らかとなった。

## 批判
不特定多数を相手または仲間にして戦うのは出会い系の要素があるという見方もある。実際にこのゲームを通じて知り合った成年女性と未成年男子がわいせつ行為を行い、女性がのちに逮捕されるという事件が発生したこともある。

## コラボ
| コラボ                               | 期間                                |
| ------------------------------------ | ----------------------------------- |
| KFC（第1弾）                         | 2018年2月5日から2月18日             |
| 進撃の巨人（第1弾）                  | 2018年8月1日から8月15日             |
| 進撃の巨人（第2弾）                  | 2018年11月22日から12月5日           |
| ポプテピピック（第1弾）              | 2018年12月31日から2019年1月13日     |
| KOF’98UM（第1弾）                    | 2019年3月15日から3月28日            |
| EVANGELION（第1弾）                  | 2019年5月31日から6月13日            |
| McDonald's（第1弾）中国限定          | 2019年6月20日から7月20日            |
| KOF’98UM（第2弾）                    | 2019年6月30日から7月13日            |
| FAIRY TAIL（第1弾）                  | 2019年7月31日から8月13日            |
| 進撃の巨人（第3弾）                  | 2019年8月22日から9月8日             |
| FAIRY TAIL（第2弾）                  | 2019年9月30日から10月14日           |
| KOF’98UM（第3弾）                    | 2019年10月24日から10月30日          |
| LI-NING（第1弾）                     | 2019年11月12日から12月28日          |
| 銀魂（第1弾）                        | 2019年11月27日から12月11日          |
| 銀魂（第2弾）                        | 2019年12月18日から12月31日          |
| EVANGELION（第2弾）                  | 2020年1月1日から1月14日             |
| DCコミックス（第1弾）                | 2020年3月20日から4月3日             |
| ポプテピピック（第2弾）              | 2020年4月1日から4月15日             |
| 七つの大罪（第1弾）                  | 2020年4月30日から5月14日            |
| 炎炎ノ消防隊（第1弾）                | 2020年5月30日から6月14日            |
| 東京喰種（第1弾）                    | 2020年6月30日から7月14日            |
| ワンパンマン（第1弾）                | 2020年7月31日から8月14日            |
| EVANGELION（第3弾）                  | 2020年8月20日から9月3日             |
| えなこ（第1弾）                      | 2020年9月24日から10月6日            |
| 進撃の巨人（第4弾）                  | 2020年11月26日から12月10日          |
| DCコミックス（第2弾）                | 2020年12月17日から12月30日          |
| 乃木坂46（第1弾）                    | 2020年12月20日から2021年1月2日、3日 |
| 七つの大罪（第2弾）                  | 2021年1月1日から1月14日             |
| 乃木坂46（第2弾）                    | 2021年2月6日、7日、14日             |
| 東京喰種（第2弾）                    | 2021年3月19日から4月3日             |
| 炎炎ノ消防隊（第2弾）                | 2021年4月2日から4月16日             |
| マガジンオールスターズ（第1弾）      | 2021年4月27日から5月12日            |
| ワンパンマン（第2弾）                | 2021年5月31日から6月14日            |
| EVANGELION（第4弾）                  | 2021年6月30日から7月14日            |
| BIOHAZARD（第1弾）                   | 2021年7月29日から8月12日            |
| にじさんじ（第1弾）                  | 2021年8月12日から？                 |
| 暗殺教室（第1弾）                    | 2021年8月26日から9月9日             |
| シャーマンキング（第1弾）            | 2021年9月30日から10月14日           |
| 進撃の巨人（第5弾）                  | 2021年11月25日から12月9日           |
| LINE FRIENDS（第1弾）                | 2021年12月10日から12月25日          |
| 銀魂（第3弾）中国限定                | 2021年12月17日から12月31日          |
| はたらく細胞（第1弾）                | 2021年12月17日から2022年1月1日      |
| 呪術廻戦（第1弾）                    | 2022年1月1日から1月14日             |
| はたらく細胞（第2弾）Global限定      | 2022年1月1日から1月14日             |
| 元龍（第1弾）                        | 2022年1月20日から2月2日             |
| 東京リベンジャーズ（第1弾）          | 2022年1月27日から2月17日            |
| 三体（第1弾）                        | 2022年2月24日から3月16日            |
| BIOHAZARD（第2弾）                   | 2022年2月26日から3月12日            |
| 銀魂（第4弾）中国限定                | 2022年3月17日から3月31日            |
| 東京喰種:re（第1弾）                 | 2022年3月17日から4月7日             |
| 暗殺教室（第2弾）                    | 2022年3月31日から4月14日            |
| 七つの大罪（第3弾）                  | 2022年5月19日から6月9日             |
| アクダマドライブ（第1弾）            | 2022年6月2日から6月19日             |
| マガジンオールスターズ（第2弾）      | 2022年6月16日から7月7日             |
| ONE PIECE FILM RED（第1弾）          | 2022年7月8日から7月17日             |
| EVANGELION（第5弾）                  | 2022年7月7月18日から8月4日          |
| SAO：ソードアートオンライン（第1弾） | 2022年7月31日から8月20日            |
| Shine!（第1弾）                      | 2022年8月4日から9月1日              |
| 進撃の巨人（第6弾）                  | 2022年10月20日から11月4日           |
| 呪術廻戦（第2弾）                    | 2022年11月24日から12月7日           |
| にじさんじ（第2弾）                  | 2022年12月8日から12月21日           |
| シャーマンキング（第2弾）            | 2022年12月15日から12月29日          |
| 蜷川実花（第1弾）                    | 2022年12月17日から12月31日          |
| チェンソーマン（第1弾）              | 2023年1月1日から1月14日             |
| WEGO（第1弾）                        | 2023年1月13日から2月19日            |
| エギーパーティー（第1弾）            | 2023年1月18日から1月31日            |
| 蜷川実花（第2弾）                    | 2023年2月23日から2月28日            |
| 三体（第2弾）                        | 2023年2月24日から3月9日             |
| 仮面ライダー（第1弾）                | 2023年3月15日から3月30日            |
| 転生したらスライムだった件（第1弾）  | 2023年4月4日から4月19日             |
| 元龍（第2弾）                        | 2023年4月17日から5月2日             |
| 三体（第3弾）                        | 2023年4月21日から5月4日             |
| 鬼滅の刃(第1弾)                      | 2025年3月25日から4月25日            |
| Re.ゼロから始める異世界生活 (第1弾） | 2025年4月26日から5月17日            |
| ポプテピピック(第3弾)                | 2025年5月15日から5月29日            |
| 葬送のフリーレン(第1弾)              | 2025年5月31日から6月21日            |
| ホロライブ(第1弾)                    | 2025年6月27日から7月17日            |

## 登場アイテム

### 武器
長銃(アサルトライフル)
- 95式
- SACR-L
- G36C
- M4A1
- M4A4
- M16A4
- AK-47
- SACR-H
- AUG
- RN94
- AK14
- M27
- 81式
- 89式(AR18)
- HK-50
- Akalpha

「CAA AKアルファ」独自改良を施したAK。複数口径に対応。
- MC-X
- ADS水陸小銃
- APS水陸小銃

短機関銃(サブマシンガン)
- Dual TMP
- MK5
- MP5
- PP2000医療銃
- 05式
- トンプソン
- UZI
- P90

狙撃銃(スナイパーライフル)
- ゴールデンクマ
- AWM
- CS/LR4
- AMR-83
- Kar98k
- M24
- M1891
- 爆裂弓
- SVD
- Val
- 88式
- 56式狙撃小銃
- クロスボウ

散弾銃(ショットガン)
- M860
- M88C
- SK12

機関銃
- ガトリングガン
- MK60
- 95式軽機関銃

拳銃
- P9
- M1917
- Dual Deagle

近接武器
- 打刀
- レンガ
- シャベル
- 銛
- 大剣

投擲物
- 手榴弾
- 発煙弾
- 煙幕
- 衝撃手榴弾
- 閃光弾
- ガス弾
- C4

### 装備
- リュック
- ヘルメット
- 防弾服
- 迷彩服(草地,畑,雪地)

### 薬品
- 医療箱
- 応急処置キット
- 包帯
- スポーツドリンク

### パーツ
マガジン
- 拡張マガジン
- 大容量クイックドローマガジン
- クイックドローマガジン
- 95式拡張マガジン

スコープ
- ドットサイト
- スコープ(2,4,8,15)

銃口
- 補正器
- 消炎器
- 消音器

グリップ
- 戦術グリップ
- 戦術ラス
- 軽量グリップ

その他
- ストック
- 各種強化パーツ

### 乗り物
- バス
- セダン
- ジープ
- ピックアップ
- バイク
- カート
- 三輪バイク
- モーターボート
- ワゴン
- 水上バイク
- ホバークラフト
- スケートボード
- 軽自動車
- 自転車
- ベビーカー
- クーペ

### その他
- ドローン

### グレネードランチャー
この２つのみ装着できる
- M16A4
- M27

## ESPORTS

### 2024荒野CHAMPIONSHIP 熾烈な戦場

#### 最終結果
- 優勝　　　広尾Carla
- 準優勝　　福岡Sengoku Gaming
- 第三位　　岡山Flora
- 第四位　　BC SWELL Lynx
- 第五位　　Martin
- 第六位　　OYASUMI
- 第七位　　Novice
- 第八位　　Core Slay
- 第九位　　FENNEL Vogel
- 第十位　　滋賀αDAves
- 第十一位　あめ
- 第十二位　OG_兜
- 第十三位　Athena
- 第十四位　あーれんと
- 第十五位　課金応援団
- 第十六位　SETOUCHI SPARKS
- 第十七位　Elys1um
- 第十八位　RAWGUYS
- 第十九位　ていしょく
- 第二十位　おっさんズ

## 荒野の光
各シーズン
荒野の光SP「荒野の光マント」と呼ばれるの荒野内にシーズン毎に配布されるイベントがあり、賞金を獲得するにはYoutube、Twitter、Tiktokなどでエントリー、再生回数の上位に入る必要、大会の荒野の光とは別である。ルールは開催毎に厳しくなっており、著作権違反などは弾かれるようになっている。
過去に荒野の光正月SPでは合計お年玉498万円、荒野の光正月SP限定マントがもらえた。
2023年7月~8月、荒野の光S8では賞金200万円。

## オフラインイベント
【NE夏祭り2022】
賞金総額1000万円以上のNetEase Games主催「NE夏祭り2022」授賞式が開催された。
『荒野行動』や『IdentityV 第五人格』など5タイトルが対象、大盛況となったYouTube投稿キャンペーン“NE夏祭り2022”表彰式を開催、荒野行動公式のYoutubeなどから表彰式が配信された。
NE夏祭り2022 ファミ通特設サイトによると、“NE夏祭り2022”は、NetEase Gamesが誇る人気の5タイトルを題材にした動画をYouTubeにて投稿し、その再生回数や投稿本数を競うイベント。

## 関連作品
舞台作品
舞台『ゲームしませんか？～荒野行動～』として、2019年10月30日から11月4日までこくみん共済 coop ホール／スペース・ゼロで上演。ゲーム×演劇がテーマとなっていて、主人公たちが共通でプレイする「荒野行動」を通し、青春群像劇を描いた公式コラボレーション演劇。